# Křtomil
Křtomil je obec v okrese Přerov v Olomouckém kraji. Žije zde 409 obyvatel a její katastrální území má rozlohu 403 hektarů.

## Historie
První písemná zmínka o obci pochází z roku 1365 (villam Krstomil).

## Obyvatelstvo
| Rok            | 1869 | 1880 | 1890 | 1900 | 1910 | 1921 | 1930 | 1950 | 1961 | 1970 | 1980 | 1991 | 2001 | 2011 | 2021 |
| -------------- | ---- | ---- | ---- | ---- | ---- | ---- | ---- | ---- | ---- | ---- | ---- | ---- | ---- | ---- | ---- |
| Počet obyvatel | 310  | 302  | 362  | 410  | 409  | 451  | 451  | 428  | 470  | 423  | 419  | 431  | 411  | 413  | 412  |
| Počet domů     | 49   | 56   | 63   | 69   | 70   | 82   | 87   | 107  | 109  | 112  | 111  | 127  | 136  | 149  | 147  |

## Obecní správa
Mezi lety 1869–1959 Křtomil byl obcí v okrese Holešov. V letech 1960–1983 patřila jako část obce k Lipové v okrese Přerov. Od 1. července 1983 do 23. listopadu 1990 patřil jako část městyse k Dřevohosticím a od 24. listopadu 1990 je opět samostatnou obcí.

### Obecní symboly
Znak a vlajka byly obci uděleny rozhodnutím předsedy Poslanecké sněmovny Parlamentu České republiky dne 8. června 2004.

## Galerie

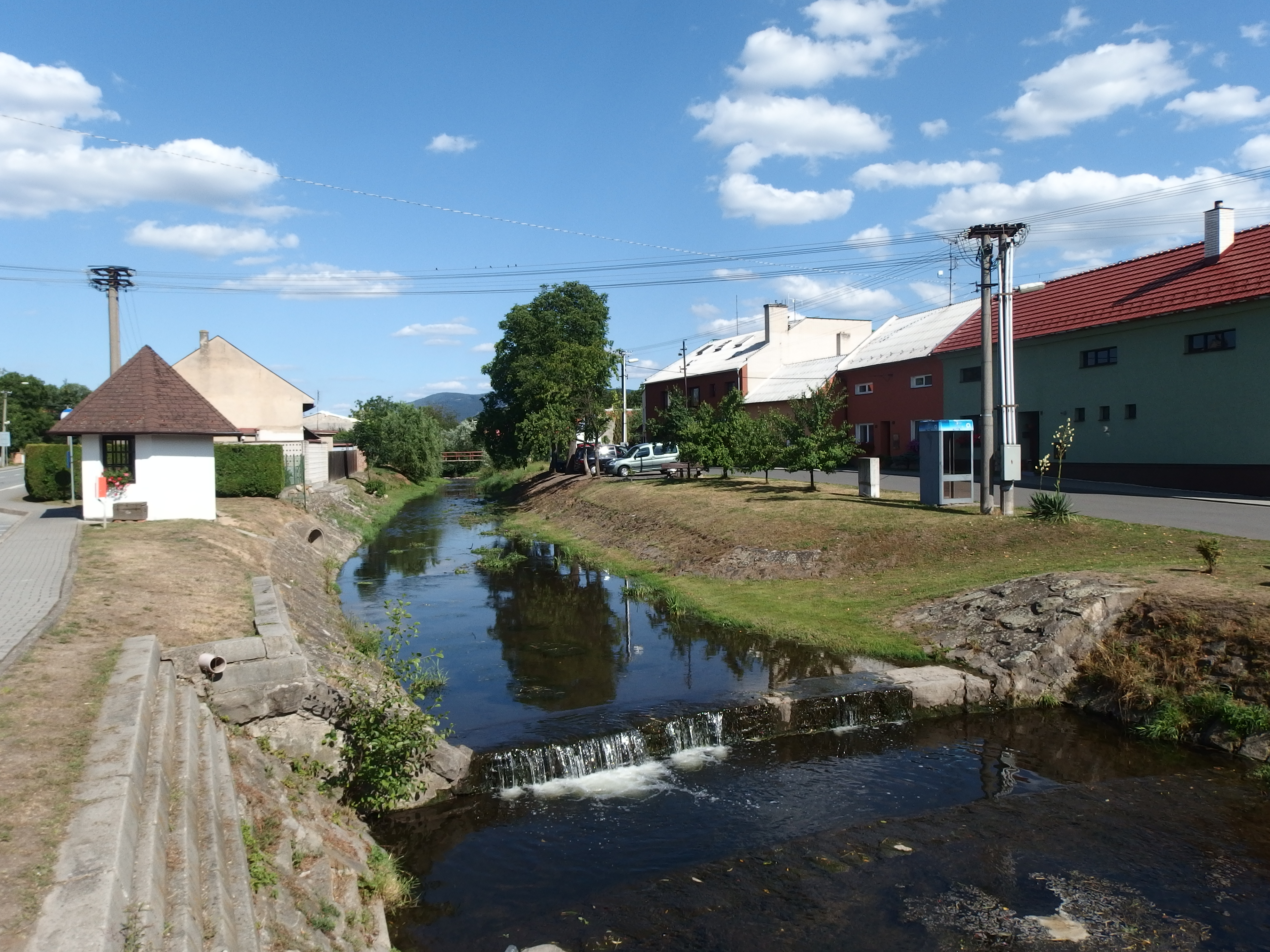
Říčka Bystřička
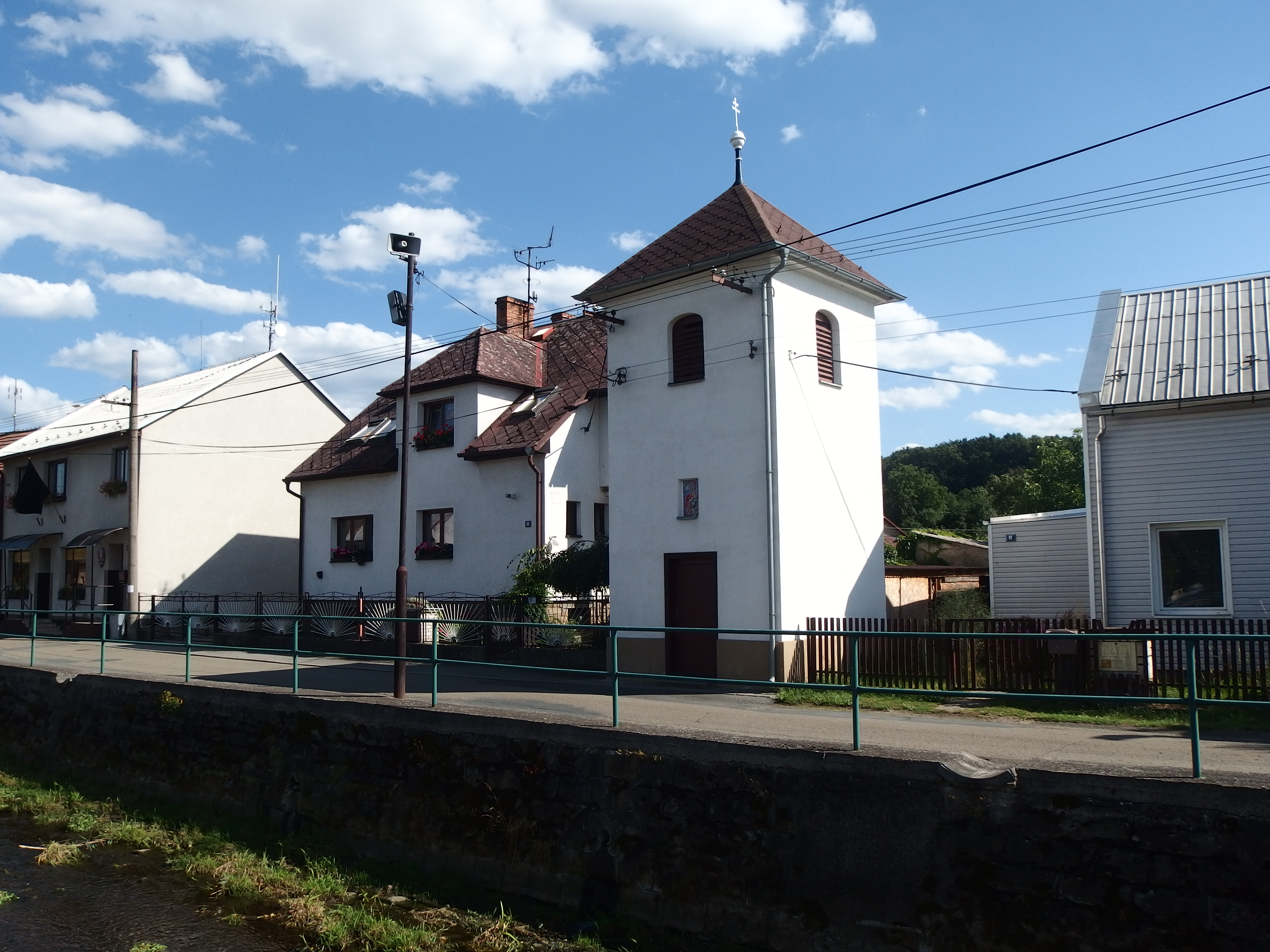
Zvonice
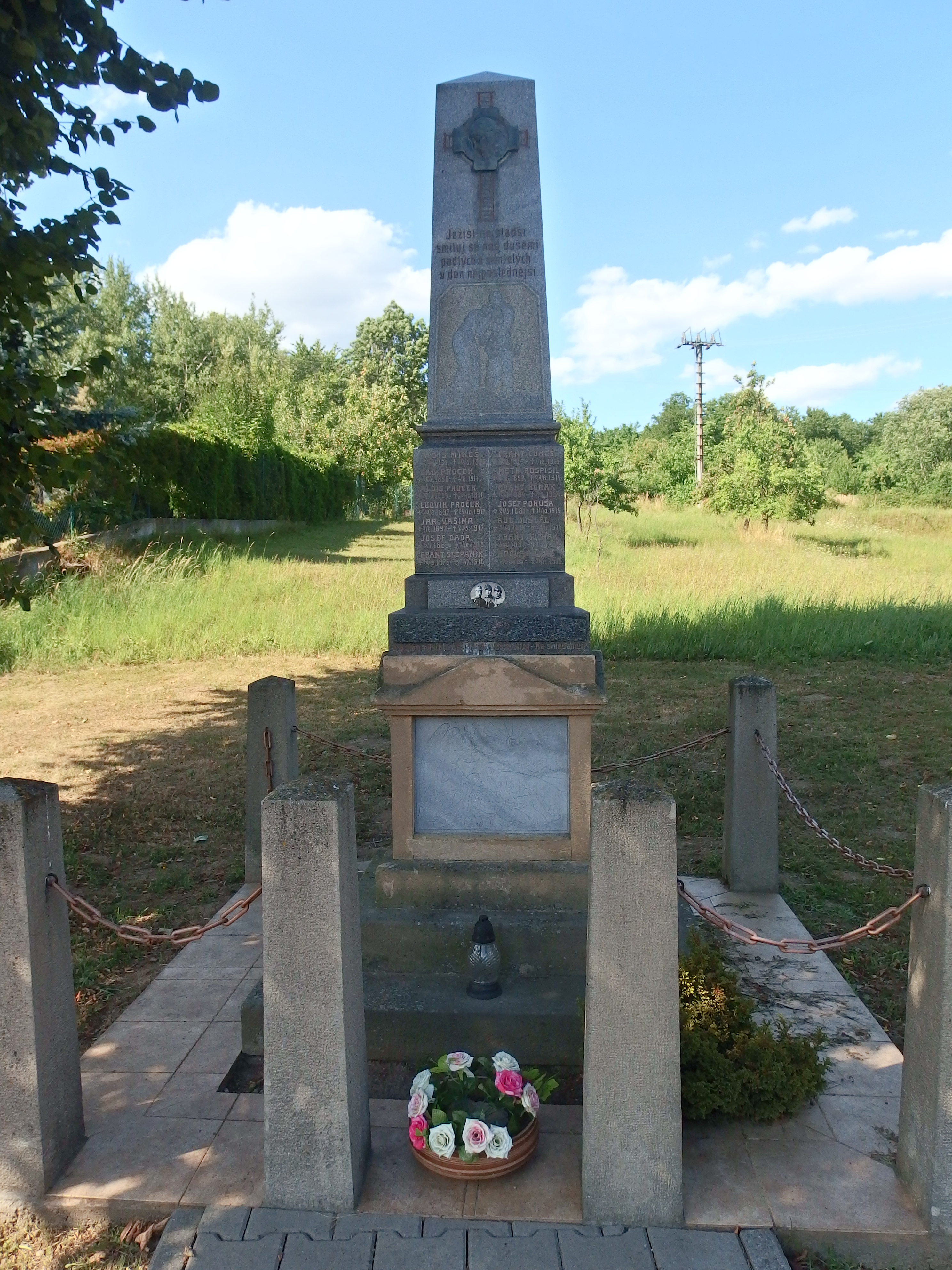
Pomník obětem první světové války
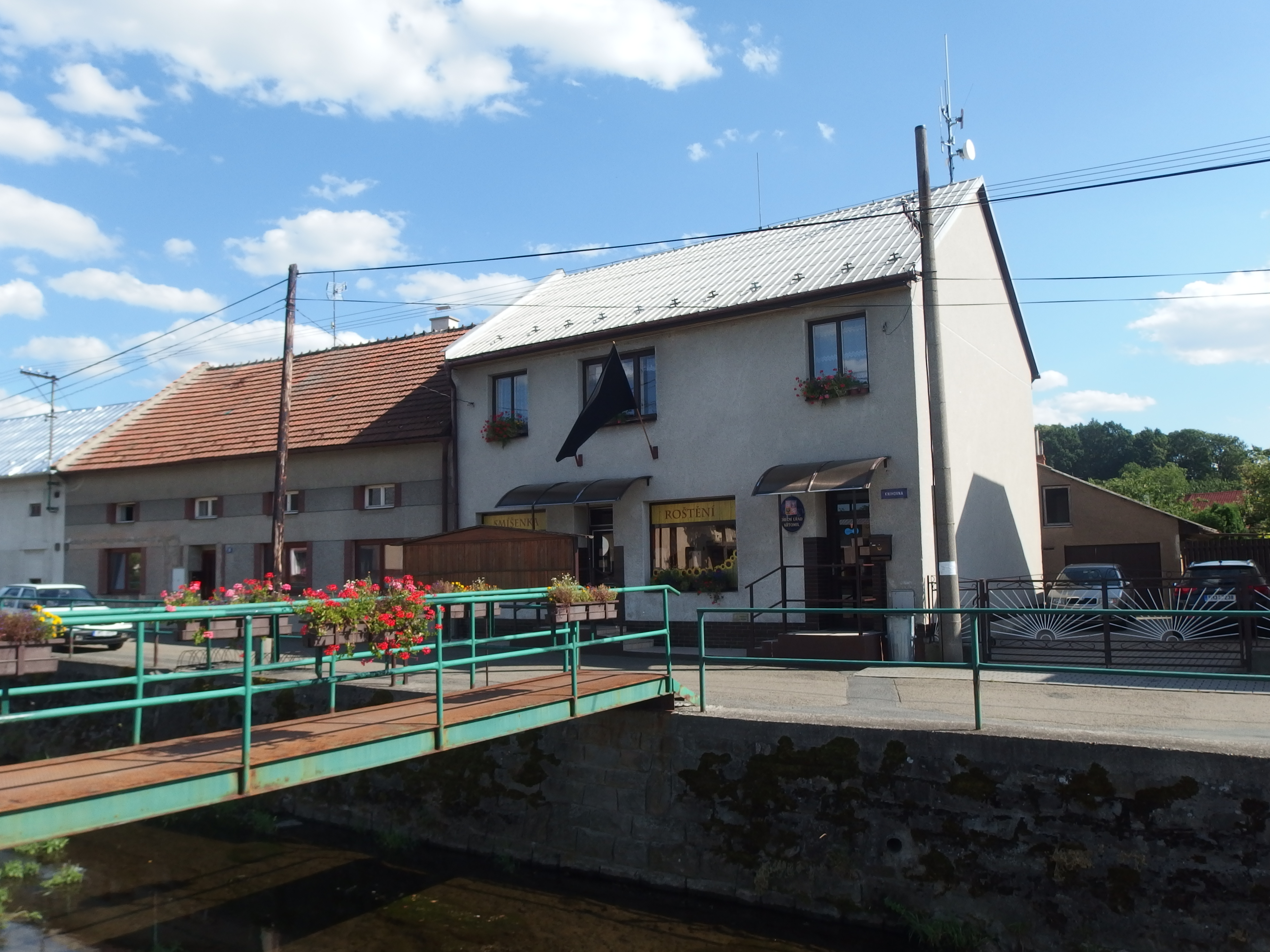
Obecní úřad